# Herbert Spohn
Herbert Spohn (Tubinga, 1º novembre 1946) è un fisico e matematico tedesco noto per le sue ricerche in fisica matematica, fisica statistica e teoria delle probabilità applicata alla fisica.

## Biografia
Herbert Spohn ha studiato fisica e matematica prima presso l'Università di Stoccarda e poi presso l'Università Ludwig Maximilian di Monaco, dove ha ottenuto il dottorato di ricerca nel 1975. Nel 1983 è diventato professore di fisica dello stato solido teorica sempre presso la LMU di Monaco, e nel 1998 professore di teoria delle probabilità applicata e fisica statistica presso l'Università tecnica di Monaco, da dove è andato in pensione nel 2012.

## Ricerca
Herbert Spohn si è occupato negli anni di equazioni cinetiche, dinamica di sistemi di particelle stocastici e sistemi quantistici aperti, limite idrodinamico, processi di crescita stocastica, sistemi disordinati e dinamica delle interfacce.

## Premi e riconoscimenti
- Premio Dannie Heineman per la fisica matematica nel 2011
- Premio Leonard Eisenbud dell'AMS nel 2011[2]
- Medaglia Cantor nel 2014[3]
- Premio Henri Poincaré nel 2015[4]
- Medaglia Max Planck nel 2017[5]
- Medaglia Boltzmann nel 2019[6]